# 似海鲂
似海鲂（学名：Cyttopsis rosens）为海鲂科腹棘海魴屬的鱼类，俗名腹棘海鲂。分布于台湾岛以及东海等海域，多栖息于水深140-553米。该物种的模式产地在马德拉群岛。